# Johnny Cymbal
Johnny Cymbal geboren als John Hendry Blair (Ochiltree, 3 februari 1945 - Nashville, 16 maart 1993), was een Amerikaanse songwriter, zanger en platenproducer.

## Jeugd en opleiding
John Hendry Blair groeide op in Schotland en werd later geadopteerd door zijn Poolse stiefvader met de familienaam Cymbal. Op 7-jarige leeftijd emigreerde de familie naar Canada en later naar Cleveland in de staat Ohio. Als scholier werd Johnny een rock-'n-roll-fan en speciaal van Elvis Presley. Op 13-jarige leeftijd kreeg hij zijn eigen gitaar en begon te componeren. Sid Lawrence, een muziekhandelaar in Cleveland, nam Johnny onder zijn hoede en begon met zijn muziekcarrière te bevorderen.

## Carrière
Door bemiddeling van de radiomanager Jack Gale kreeg Johnny als 15-jarige een platencontract bij MGM. In 1960 werden twee singles geproduceerd, waarop Cymbal ook eigen composities zong. Aangezien de platen niet succesvol waren, beëindigde MGM het contract na een jaar. In de daarop volgende twee jaren deed Gale vergeefse moeite om een platenlabel te vinden voor Cymbal, terwijl deze als schoenenverkoper werkte. In 1963 lukte het hem om interesse bij platenlabels te wekken voor Cymbal. Eerst nam hij een single op bij Vee-Jay Records en daarna kon een contract worden getekend bij het New Yorkse label Kapp Records. Onder regie van producent Allan Stanton hadden de eerste drie singles direct succes. Iedere A-kant kon zich plaatsen in de Billboard Hot 100, waarbij het door Cymbal geschreven debuutnummer Mr. Bass Man zich als beste plaatste. Teenage Heaven, ook een werk van Cymbal en Dum Dum Dee Dum waren echter niet zo succesvol.
Aan het eind van 1964 liep het contract met Kapp Records af en er volgden meerdere jaren, waarin Cymbal slechts sporadisch bij verschillende labels platen kon publiceren. Echter geen van deze publicaties scoorden in de hitlijsten. Enkele kleine successen had hij als songwriter met de countrysong Mary in the Morning, gezongen door Tommy Hunter en met Gene Pitneys Somewhere in the Country, die een hit werd in Groot-Brittannië. Vanaf 1968 probeerde Cymbal het onder verschillende pseudoniemen weer als zanger, hetgeen lukte onder de naam Derek en de nummers Cinnamon en Back Door Man. Beide nummers waren een gezamenlijk werk van Cymbal en producent George Tobin, die beiden ieder als componist en producent optraden. In totaal werden tussen 1968 en 1969 drie singles gepubliceerd bij het New Yorkse label Bang. Het nummer Cinnamon bereikte in december 1968 de 11e plaats in de Hot 100, waarna enkele weken later Back Door Man scoorde met een 59e plaats. Een verdere poging werd ondernomen door Cymbal en Tobin onder het pseudoniem Milk met de single Angela Jones/Ochiltree, die werd uitgegeven bij Buddah Records, echter zonder succes. In 1971 ging Cymbal samenwerken met de zangeres Peggy Clinger. Beiden zongen bij de labels Marina en Chelsea als Cymbal & Clinger drie singles, die ze ook samen hadden geschreven. Bovendien produceerde Chelsea in 1972 met beiden de lp Cymbal & Clinger.
Daarna beëindigde Cymbal definitief zijn platencarrière. Hij vestigde zich in Nashville en sloot zich aan bij een componistenteam. Later werkte hij als componist bij BMG. In de jaren 1980 maakte hij met zijn vriend in de Cymbal Roberts Band nog eenmaal zelf muziek.

## Overlijden
Johnny Cymbal overleed in 1993 op 47-jarige leeftijd in Nashville aan de gevolgen van een hartinfarct.

## Discografie

### Singles
De met * gemerkte singles zijn composities van Johnny Cymbal.
Bij MGM
- 1960: Always, Always* / It'll Be Me
- 1961: The Water Was Red* / Bunny*

Bij Vee Jay
- 1963: Bachelor Man / Growing Up with You

Bij Kapp Records
- 1963: Mr. Bass Man* / Sacred Lovers Vow
- 1963: Teenage Heaven* / Cinderella Baby
- 1963: Dum Dum Dee Dum / Surfin' at Tia Juana*
- 1963: Marshmallow / Hurdy Gurdy Man
- 1964: There Goes a Bad Girl / Refreshment Time*
- 1964: Robinson Crusoe on Mars / Mitsuo
- 1964: Connie* / Little Miss Lonely*
- 1964: Cheat, Cheat / 16 Shades of Blue*

Bij DCP
- 1965: Go V.W. Go* / Sorrow and Pain
- 1965: Summertime's Here at Last* / My Last Day*

Bij Columbia Records
- 1966: Jessica* / Good Morning Blues

Bij Musicor
- 1967: It Looks Like Love* / May I Get to Know You
- 1967: The Marriage of Charlotte Brown* / Breaking Your Balloon

Bij Amaret
- 1969: Save All Your Lovin' / Ode to Bubble Gum*

Bij Bang (als Derek)
- 1968: This Is My Story / Cinnamon*
- 1969: Back Door Man* / Sell Your Soul*
- 1969: Sell Your Soul* / Inside Out-Outside In*

Bij Buddah Records (als Milk)
- 1969: Angela Jones / Ochiltree*

Bij Marina (als Cymbal & Clinger)
- 1971: Pool Shooter* / Mookie Mookie Man*

Bij Chelsea
- 1972: God Bless You Rock and Roll* / Forever and Forever*
- 1973: The Dying River* / Little Bit No, Little Bit Yes

### LP's
- 1963: Johnny Cymbal: Mr. Bass Man
- 1972: Cymbal & Clinger: Cymbal & Clinger

### CD's
- 1995: Very Best Of Johnny Cymbal
- 2006: Mr. Bass Man & Other Classics
- 2008: Johhnny Cymbal: Some Songs I Left Behind, Volume One
- 2008: Johnny Cymbal: Some Songs I Left Behind, Volume Two

- Bibliothèque nationale de France: cb14838348g (data)
- Gemeinsame Normdatei: 134353307
- International Standard Name Identifier: 0000 0000 7843 9970
- Library of Congress Control Number: no98046846
- MusicBrainz: 91f50487-e00f-4a05-a3b5-49cc9102302e
- Nationale Bibliotheek van Tsjechië: xx0097413
- Nationale Bibliotheek van Israël: 987007597932905171
- Système universitaire de documentation: 159835631
- Virtual International Authority File: 14385382
- WorldCat: E39PBJwMyYGFTtQBDh4yJtvyh3